# Probot
Probot fue un proyecto paralelo de Dave Grohl dentro del género del heavy metal. El material que grabaron fue editado en un álbum en febrero de 2004. Contiene un sencillo titulado «Centuries Of Sin/the Emerald Law».

## Reseña
Con este proyecto, Dave cumplió el sueño de reunir a sus cantantes de Metal favoritos. Que influenciaron mucho en él, sobre todo en su adolescencia. Al igual que en el álbum Foo Fighters, Grohl escribió y compuso todas las canciones.
Cada tema del álbum, fue grabado con cantantes diferentes, como Lemmy Kilmister, Max Cavalera o King Diamond. En algunas canciones, los cantantes no participaron directamente, sino que enviaron las cintas al estudio de grabación, para que fueran agregadas.
Uno de los músicos al que Dave invitó, fue a Tom Araya (cantante de Slayer), pero no pudo ir por motivos personales.
En los temas Ice Cold Man y Sweet Dreams participó el exguitarrista de Soundgarden, Kim Thayil.
También, en el minuto 8:56 del track 11, se puede escuchar al músico y comediante, Jack Black.
El arte de tapa del único álbum de este proyecto, fue hecha por el músico Michel Langevin de Voivod.
No se sabe si Probot continuará, pero tuvo gran éxito comercial, ya que el video de la canción «Shake Your Blood» llegó a la posición número 2 en el ranking de MTV. En el video, se ve a la banda tocando (Grohl, Kilmister y Weinrich), junto con 66 chicas de SuicideGirls, una página de entretenimiento adulto.

## Lista de canciones deProbot
| N.º | Título                                                                   | Duración |  |
| 1.  | «Centuries of Sin» (con Cronos de Venom)                                 | 4:09     |  |
| 2.  | «Red War» (con Max Cavalera de Soulfly, Cavalera Conspiracy y Sepultura) | 3:30     |  |
| 3.  | «Shake Your Blood» (con Lemmy Kilmister de Motörhead)                    | 2:59     |  |
| 4.  | «Access Babylon» (con Mike Dean de Corrosion of Conformity)              | 1:24     |  |
| 5.  | «Silent Spring» (con Kurt Brecht de Dirty Rotten Imbeciles)              | 3:28     |  |
| 6.  | «Ice Cold Man» (con Lee Dorrian de Cathedral y Napalm Death)             | 5:53     |  |
| 7.  | «The Emerald Law» (con Wino Weinrich de Saint Vitus y The Obsessed)      | 5:33     |  |
| 8.  | «Big Sky» (con Tom G. Warrior de Celtic Frost y Hellhammer)              | 4:51     |  |
| 9.  | «Dictatosaurus» (con Snake de Voivod)                                    | 3:52     |  |
| 10. | «My Tortured Soul» (con Eric Wagner de Trouble)                          | 5:00     |  |
| 11. | «Sweet Dreams» (con King Diamond de King Diamond y Mercyful Fate)        | 5:23     |  |
| 12. | «I Am the Warlock» (con Jack Black de Tenacious D (pista oculta))        | 3:04     |  |

## Integrantes
- Dave Grohl - guitarra, batería, bajo, voz secundaria
- Kim Thayil - guitarra (tracks 6, 11)
- Cronos - voz, bajo (track 1)
- Max Cavalera - voz (track 2)
- Lemmy Kilmister- voz, bajo (track 3)
- Mike Dean - voz (track 4)
- Kurt Brecht - voz (track 5)
- Lee Dorrian - voz (track 6)
- Scott Weinrich - voz, guitarra (track 7)
- Tom G. Warrior - voz (track 8)
- Denis "Snake" Bélanger - voz (track 9)
- Eric Wagner - voz (track 10)
- King Diamond - voz (track 11)
- Jack Black - voz, guitarra (pista oculta)
- Bubba Dupree - guitarra (track 4)
- Erol Unala - guitarra (track 8)
- Mike Sweeney - guitarra (track 9)

## Posición en las listas
Álbum - Billboard (Norteamérica)
| Año  | Lista              | Posición |
| ---- | ------------------ | -------- |
| 2004 | Billboard 200      | 68       |
| 2004 | Independent Albums | 2        |
| 2004 | UK Albums Chart    | 34       |